# Motobloc Type N
Der Motobloc Type N ist ein Pkw-Modell aus der Zeit um 1910. Hersteller war Motobloc im französischen Bordeaux.

## Beschreibung
Das Modell erschien 1908 auf dem Markt und wurde bis 1914 gefertigt. Möglicherweise wurden nach Ende des Ersten Weltkriegs noch einige Fahrzeuge gebaut.
Alle Wagen haben einen Vierzylindermotor, der aus zwei Gruppen von jeweils zwei Zylindern besteht. Dazwischen ist das Schwungrad angeordnet. Der Motor ist wassergekühlt, vorn im Fahrgestell eingebaut und treibt über eine Kardanwelle die Hinterachse an. Das Fahrzeug war aufgrund der Motorgröße mit 12/16 CV eingestuft. Das Vierganggetriebe ist mit dem Motor verblockt.
Drei verschiedene Motoren sind überliefert. Gemeinsamkeit sind 90 mm Bohrung. Mit 110 mm Hub ergeben sich 2799 cm³ Hubraum, mit 120 mm Hub 3054 cm³ Hubraum und mit 130 mm Hub 3308 cm³ Hubraum.
In Bezug auf die Karosseriebauformen sind Doppelphaeton und Phaeton bekannt.
Der Rennfahrer Page gewann im Oktober 1908 seine Klasse beim Bergrennen von Gaillon mit einem Type N und wurde im Oktober 1909 Gesamtsieger beim gleichen Rennen.
Zwei Fahrzeuge sind erhalten geblieben. Ein Doppelphaeton von 1909 stand früher in einem Automuseum in Sury-le-Comtal. Ein weiterer Doppelphaeton von 1908 ist im Musée Auto de Vendée in Talmont-Saint-Hilaire ausgestellt. Für dieses Fahrzeug ist der kleinste der drei Motoren, 22 PS Leistung, 310 cm Radstand, 145 cm Spurweite, 400 cm Länge, 170 cm Breite und 1800 kg Leergewicht angegeben.

## Nutzfahrzeugvariante
Auf dieser Basis gab es den Type NC als Nutzfahrzeug. Bekannt ist nur der größte der drei Motoren. Für die Ausführung Type NC 2 ist nur 1916 gesichert überliefert. Den Type NC 3 gab es 1914 und wohl auch schon davor. Er hat 2,5 Tonnen Nutzlast.